# Leiodermatium dampieri
Leiodermatium dampieri är en svampdjursart som beskrevs av Kelly 2007. Leiodermatium dampieri ingår i släktet Leiodermatium och familjen Azoricidae. Inga underarter finns listade i Catalogue of Life.